# Roda (Probstzella)
Roda ist ein Ortsteil von Probstzella im Landkreis Saalfeld-Rudolstadt in Thüringen. Der Gemeindeteil Roda hatte im Jahr 2019 einschließlich dem Ortsteil Wickendorf  43 Einwohner.

## Lage
Am östlichen Rand der Steinernen Heide liegt der kleine Ort Roda auf einem kleinen waldfreien Bergrücken zwischen Sormitz im Osten und Kiesbachtal im Westen. Roda befindet sich 550 Meter über NN etwa zwei Kilometer südlich von Leutenberg entfernt.

## Geschichte
Roda wurde am 6. Februar 1337 erstmals urkundlich als „Sybotenrode“ erwähnt. Im Mittelalter war diese Ansiedlung ein Vorwerk, das im Jahre 1786 aufgelöst wurde. 1858 gehörte das Dörfchen zum Amtsbezirk Leutenberg in der Oberherrschaft des Fürstentums Schwarzburg-Rudolstadt. Acht Häuser und 67 Einwohner sowie ein Gemeindehaus und eine Schule gab es. Der Schieferabbau war auch eine Erwerbsquelle.